# Krzyżowa Wieś
Krzyżowa Wieś (słow. Krížová Ves, węg. Keresztfalu, niem. Kreuz) – wieś (obec) w północnej Słowacji leżąca w powiecie Kieżmark, w kraju preszowskim.

## Kultura
We wsi jest używana gwara przejściowa słowacko-spiska. Gwara spiska jest zaliczana przez polskich językoznawców jako gwara dialektu małopolskiego języka polskiego, przez słowackich zaś jako gwara przejściowa polsko-słowacka.